# Front national de la police (syndicat)
Ne doit pas être confondu avec Front national de la police (Résistance).
Front national de la police est un syndicat français de policiers créé en 1995, aujourd'hui disparu.

## Historique
Le Front national de la police est créé en novembre 1995 par le Front national pour faire concurrence à la Fédération professionnelle indépendante de la police (FPIP), syndicat classé à l'extrême droite qui avait soutenu des candidats RPR aux élections municipales. Le FN-Police est présidé par Jean-Paul Laurendeau, ancien dirigeant de la FPIP,.
Plusieurs organisations syndicales demandent alors son interdiction, mais le Conseil d'Etat saisi par le ministère de l'Intérieur juge celle-ci "impossible en droit". En réaction, cinq syndicats (CGT, CFDT, FASP, Alliance, Différence) publient un manifeste appelant à combattre l'extrémisme au sein de la police.
En décembre 1995, un mois après sa création, le Front national de la police obtient 7,53% des suffrages aux élections professionnelles à l'échelle nationale (12,18% à Paris). Cependant, Solidarité-police, branche locale du FN-Police, ne bénéficie pas de l'aura du parti malgré un programme identique et obtient à peine plus de 1% aux différentes élections locales. Au total, le FN-Police obtient une vingtaine d'élus et un représentant au comité technique paritaire central de la police nationale. Pour la première fois de son histoire, la Fédération autonome des syndicats de police n'est plus majoritaire dans la police en tenue. 
En 1997, la première chambre civile du tribunal d'Evry interdit au FN-Police de se prévaloir de la qualité de syndicat, pour non-respect de l'article 411-1 du Code du travail. Le FN-Police fait appel de la décision, mais celle-ci sera confirmée par la Cour de cassation le 10 avril 1998.